# Metro van Charkiv

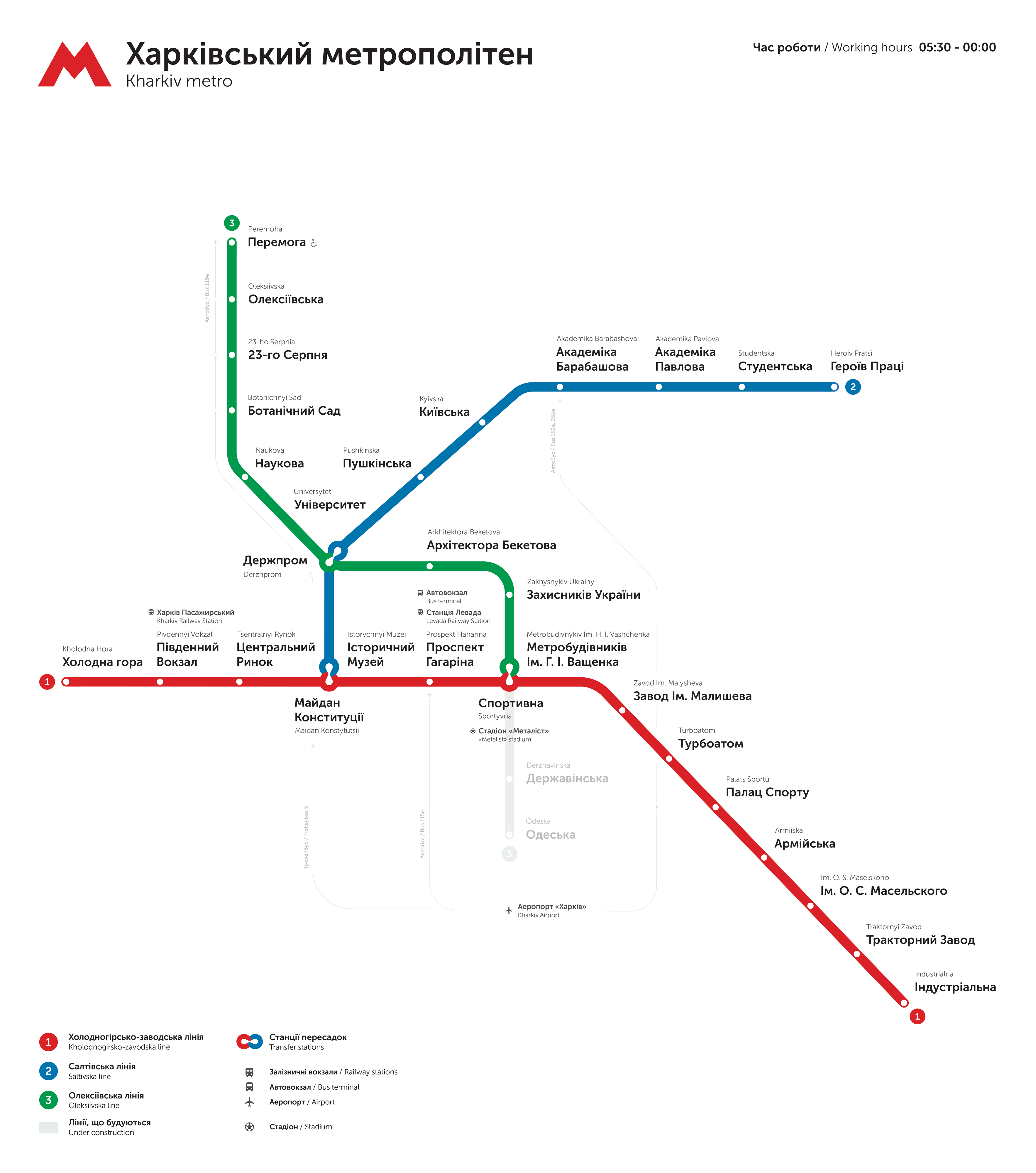
Kaart van het net

De metro van Charkiv (Oekraïens: Харківський метрополітен, Charkivsky metropoliten) is het belangrijkste middel van openbaar vervoer in de tweede stad van Oekraïne. De metro werd geopend in 1975 en is sindsdien tot februari 2022 uitgegroeid tot een netwerk van drie lijnen met een totale lengte van 38,7 kilometer en 30 stations. Charkiv was de tweede stad in Oekraïne die een metronet kreeg en de zesde in de Sovjet-Unie. In 2005 vervoerde de metro van Charkiv 289 miljoen reizigers.

## Geschiedenis
Na de Tweede Wereldoorlog, vooral vanaf het begin van de jaren 1960, groeide de bevolking van Charkiv sterk en werd de stad uitgebreid met een aantal grootschalige buitenwijken. Ondanks de voortdurende uitbreiding van het stedelijke openbaarvervoernetwerk konden tram en trolleybus de toenemende passagiersstromen niet meer aan. Een ondergrondse leek de enige oplossing voor de verkeersopstoppingen in de straten van het stadscentrum.
De belangrijkste transportas van Charkiv liep in die tijd in oost-westelijke richting, langs een aantal grote industriële bedrijven, autobus- en spoorwegstations en dichtbevolkte woonwijken. De eerste lijn van de metro werd gepland over deze as, van het Zuidstation via het stadscentrum naar de fabriek Elektrotjazjmasj.
Voor het traject werden twee varianten onderzocht: een conventionele metro en een lijn die aan zijn eindpunten op het spoorwegnet zou aansluiten, met de mogelijkheid doorgaande treinen naar de voorsteden te laten rijden. Voor de tweede variant zouden bredere tunnels en langere perrons nodig zijn en zou nieuw (hybride) rollend materieel ontwikkeld moeten worden. Vanwege de hoge kosten die dat met zich meebracht, alsmede het feit dat er geen gebruik gemaakt kon worden van de bij andere metrosystemen in de Sovjet-Unie toegepaste technologie, werd uiteindelijk voor de eerste variant gekozen.
Op 29 april 1968 nam de Raad van Ministers van de Sovjet-Unie het definitieve besluit over de aanleg van een metrolijn van Oelitsa Sverdlova (nu Cholodna Hora) naar Moskovski Prospekt. In mei 1968 werd het instituut Charkovmetroprojekt opgericht en op 15 juli van hetzelfde jaar begonnen de bouwwerkzaamheden. Zeven jaar later, op 30 juli 1975, begon het proefbedrijf en op 23 augustus werd de 9,8 kilometer lange en acht stations tellende lijn voor het publiek geopend. Nog voor de ingebruikname van het eerste tracé was met de bouw van de tweede fase van de eerste metrolijn, van Moskovski Prospekt naar Proletarska begonnen. Deze verlenging opende op 11 augustus 1978, waarmee de Sverdlovsko-Zavodskaja-lijn (nu Cholodnohirsko-Zavodska) zijn huidige vorm had bereikt.
In augustus 1977 startte de aanleg van de tweede metrolijn van Charkiv, de Saltovskaja-lijn (nu Saltivska), die het centrum van de stad met woonwijken in het noordoosten ging verbinden. Op 10 augustus 1984 opende het eerste deel van deze lijn tussen Istoritsjeski Moezej (nu Istorytsjny Moezej) en Barabasjova (nu Akademika Barabasjova). Op station Istoritsjeski Moezej kon op de eerste lijn worden overgestapt. De Saltovskaja-lijn kwam gereed op 23 oktober 1986 met de ingebruikname van het traject Barabasjova - Gerojev Troeda (nu Herojiv Pratsi).
De bouw van de derde lijn van de metro van Charkiv werd op 30 juni 1984 goedgekeurd door het Ministerie van Transport van de Sovjet-Unie. De bouw werd vertraagd door het uiteenvallen van de Sovjet-Unie aan het begin van de jaren 1990, waardoor de 5,3 kilometer lange Oleksiejivska-lijn pas op 6 mei 1995 geopend kon worden tussen Metroboedivnykiv (nu Metroboedivnykiv im. H.I. Vasjtsjenka) en Naoekova. De lijn telde vijf stations, waarvan twee overstapstations: Metroboedivnykiv voor de Cholodnohirska-Zavodska en Derzjprom voor de Saltivska-lijn. Het klassieke Sovjet-model van een metrosysteem met drie lijnen die elkaar in de vorm van een driehoek kruisen was hiermee compleet. Op 21 augustus 2004 volgde een verdere uitbreiding van het net; de Oleksiejivska-lijn werd in het noorden met twee stations verlengd tot 23 Serpnja. In 2010 werd deze lijn terug verlengd tot station Oleksiejivska, in 2016 werd de noordelijke terminus terug verlegd met het station Propekt Peremohy en een bijkomend traject van 1,1 km.

## Tunnelbouw
Vanwege de hoge grondwaterspiegel in Charkiv zijn de tunnels niet zo diep als in veel andere voormalige Sovjetsteden geboord. De maximale diepte in het net ligt rond de 25 meter. Tussen de stations Kyjivska en Akademika Barabasjova kruist de Saltivska-lijn de rivier de Charkov door middel van een 988 meter lange overdekte brug.

## Lijnen
| Lijn                    | Traject                             | Geopend | Lengte  | Stations | Reistijd |
| ----------------------- | ----------------------------------- | ------- | ------- | -------- | -------- |
| Cholodnohirsko-Zavodska | Cholodna Hora ↔ Proletarska         | 1975    | 17,3 km | 13       | 27 min.  |
| Saltivska               | Istorytsjny Moezej ↔ Herojiv Pratsi | 1984    | 10,2 km | 8        | 15 min.  |
| Oleksiejivska           | Propekt Peremohy ↔ Metroboedivnykiv | 1995    | 11,1 km | 9        | 15 min.  |

## Stations
Alle stations beschikken over een eilandperron met een lengte van 100 meter. Op drie plaatsen kan binnen het net worden overgestapt; vijf stations, alle gelegen aan de Cholodnohirsko-Zavodska-lijn geven aansluiting op de spoorwegen. De gemiddelde afstand tussen twee stations bedraagt ruim 1400 meter. Vanwege het heuvelachtige karakter van de stad varieert de diepte waarop de stations gelegen zijn; 22 van de 28 stations liggen vlak onder het maaiveld. De oorspronkelijk Russischtalige stationsnamen werden na de onafhankelijkheid van Oekraïne deels door Oekraïense equivalenten vervangen. Aangezien Charkiv een overwegend Russischtalige stad is werden de Russische namen echter nog veel gebruikt. Tijdens de Russische invasie van Oekraïne sinds 2022 werden de Russische naamborden vervangen.

## Rollend materieel
De metro van Charkiv beschikt over 323 wagons, waarvan er 295 voor de reguliere dienst worden gekoppeld tot 59 vijfrijtuigtreinen. Het materieel behoort tot drie basistypes en werd gebouwd in de wagonfabrieken van Mytisjtsji en Leningrad. De treinen worden door middel van een derde rail gevoed met 825 V gelijkstroom en zijn geschikt voor een spoorwijdte van 1524 mm.
De eerste treinen die in Charkiv dienstdeden waren van het type Ezj3 uit Mytisjtsji. Treinen van dit type worden uitsluitend ingezet op de Cholodnohirsko-Zavodska-lijn, al dan niet gecombineerd met tussenrijtuigen van het gelijkaardige type Em-508t, gebouwd in Leningrad. De rijtuigen zijn uitgerust met vier elektromotoren met elk een vermogen van 68 kW, bieden plaats aan 264 passagiers (van wie er 42 kunnen zitten) en beschikken over vier deuren per zijde. In totaal werden er ongeveer 100 wagons van het type Ezj3 en 37 van het type Em508t aan het metrobedrijf geleverd. Een aantal van deze treinen is inmiddels gemoderniseerd om langer mee te kunnen gaan.

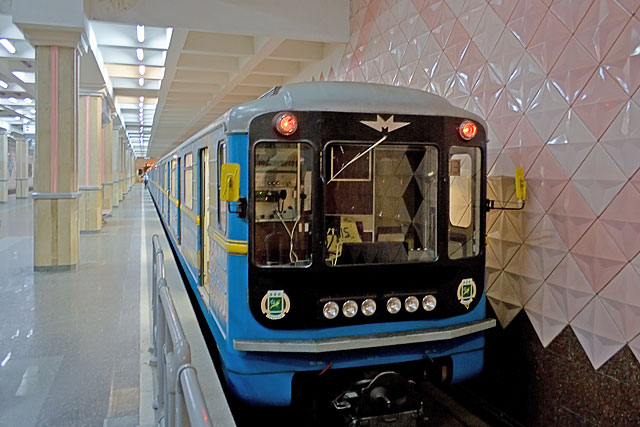
Treinstel van het type 81-718 in station 23 Serpnja

Het tweede type treinstellen dat in Charkiv werd ingezet staat bekend als 81-717 (koprijtuigen)/714 (tussenrijtuigen) en is het meest gebruikte materieel in de voormalige Sovjet-Unie en Centraal-Europa. De rijtuigen werden zowel in Leningrad als in Mytisjtsji gebouwd en werden geleverd tussen 1983 en 1988. Een tweede, licht aangepaste serie (81-717.5/714.5) kwam tussen 1989 en 1991 in dienst. De wagons zijn uitgerust met vier elektromotoren met elk een vermogen van 110 kW en beschikken over vier deuren per zijde. De koprijtuigen tellen 268 staan- en 40 zitplaatsen, de tussenrijtuigen hebben vier zitplaatsen meer en kunnen in totaal 330 passagiers vervoeren.
In 1991 ontwikkelde de wagonfabriek van Mytisjtsji het experimentele type 81-718/719, dat uiterlijk vrijwel gelijk is aan de 81-717/714-rijtuigen, maar een afwijkende elektrische installatie heeft. In 1992 kwam een treinstel van het nieuwe type op proef naar Charkiv, maar het prototype bleek niet erg succesvol. Na enkele aanpassingen in het ontwerp werden tussen 1995 en 1998 alsnog vier 81-718/719-treinstellen aan het wagenpark van de metro van Charkiv toegevoegd. Vanwege de verlenging van de Oleksijivska-lijn, de enige lijn waarop deze treinstellen dienstdoen, werd een uitbreiding van het materieel noodzakelijk en kwamen er opnieuw twee 81-718/719-treinen bij. Charkiv is samen met Tasjkent de enige stad waar het genoemde type gebruikt wordt.
Voor onderhoud en stalling van de treinen zijn er twee depots aanwezig. Het depot Moskovske (№ 1, voor de Cholodnohirsko-Zavodska en de Oleksijivska-lijn) en Saltivske (№ 2, voor de Saltivska-lijn).

## Praktische informatie
De metro van Charkiv is dagelijks geopend van half zes 's ochtends tot middernacht. Overdag wordt op de Cholodnohirsko-Zavodska en de Saltivska-lijn een frequentie van 2-3 minuten aangehouden, op de Oleksiejivska-lijn rijdt iedere 3-4 minuten een trein. De commerciële snelheid (gemiddelde snelheid inclusief haltetijden in de stations) bedraagt 42 km/u. Dagelijks maken meer dan 750.000 reizigers gebruik van de metro.
Enkele ritten worden betaald met speciale muntjes (жетони, zjetony), die 2 hryvnia (€ 0,2) kosten. Voor meerrittenkaarten moet een borg betaald worden.
Het metrobedrijf valt onder het Ministerie van Verkeer van Oekraïne; in augustus 2005 stelde het ministerie voor de zeggenschap over de metro aan het stadsbestuur over te dragen.

## Toekomst
Voor alle drie de lijnen van de metro van Charkiv zijn uitbreidingen gepland, maar de Oleksiejivska-lijn, lijn 3, is de enige waaraan tot 24 februari  2022 gebouwd werd. Aan het zuidelijke uiteinde van deze lijn was een verlenging van Metroboedivnykiv naar Odeska in uitvoering. De werken begonnen eind 2015 en waren voorzien afgewerkt te zijn tegen 2019 maar constructieproblemen zorgden voor vertraging. De impact van de Russische invasie van Oekraïne in 2022 op de werken is niet gekend. Ook voor de overige twee lijnen waren uitbreidingen gepland.